# Беата-Мария-Верджине-Аддолората-а-пьяцца-Буэнос-Айрес (титулярная церковь)
Титулярная церковь Беата-Мария-Верджине-Аддолората-а-пьяцца-Буэнос-Айрес (лат. Titulum Beatae Mariae Virginis Perdolentis ad forum Bonaerense) — титулярная церковь была создана Папой Павлом VI 7 июня 1967 года апостольской конституцией Sunt hic Romae. Титул принадлежит церкви Беата-Мария-Верджине-Аддолората-а-пьяцца-Буэнос-Айрес, расположенной в квартале Рима Триесте, на площади Буэнос-Айреса, которая является национальной церковью аргентинцев в Риме.
Церковь, которой передан титул была основана аргентинским священником монсеньором Хосе Леоном Гальярдо благодаря его исключительному экономическуму вкладу. Первый камень был заложен 9 июня 1910 года, так как не было возможности сделать это на 25 мая — столетие независимости Аргентины. В церемонии приняла участие госпожа Саенс Пенья, жена президента Аргентины. Чтобы закончить строительство, потребовалось 20 лет. Церковь была открыта в 1930 году. До 1989 года церковь была в ведении отцов мерседариев, сегодня управляется аргентинским епархиальным клиром.

## Список кардиналов-священников титулярной церкви Беата-Мария-Верджине-Аддолората-а-пьяцца-Буэнос-Айрес
- Николас Фасолино (26 июня 1967 — 13 августа 1969, до смерти);
- Рауль Франсиско Приматеста (5 марта 1973 — 1 мая 2006, до смерти);
- Эстанислао Эстебан Карлич (24 ноября 2007 — 8 августа 2025, до смерти).